# Sunny Murray
James Marcellus Arthur Murray (Idabel, Oklahoma, 21 de Setembro de 19376) é um dos pioneiros do estilo free jazz na bateria, se não o pioneiro. Junto de Cecil Taylor, no final dos anos 50, foi um dos músicos que ajudou a desenvolver o conceito do chamado Free Jazz.